# My Ain Folk
Cet article court présente un sujet plus développé dans : Trilogie Bill Douglas.
Pour plus de détails, voir Fiche technique et Distribution.
My Ain Folk est un film britannique réalisé par Bill Douglas, sorti en 1973. Il s'agit du deuxième volet de l'ensemble de films couramment appelé Trilogie Bill Douglas.

## Synopsis
Lorsque la grand-mère maternelle de Jamie meurt, son frère Tommy est envoyé dans un orphelinat et Jamie doit aller vivre chez sa grand-mère paternelle.

## Fiche technique
- Titre français : My Ain Folk
- Réalisation : Bill Douglas
- Scénario : Bill Douglas
- Pays d'origine : Royaume-Uni
- Format : Noir et blanc - 35 mm - Mono
- Genre : biographie, drame
- Durée : 55 minutes
- Date de sortie :
  -  Royaume-Uni : 1973 (Festival du film de Londres)
  -  États-Unis : 1974 (Festival international du film de Chicago)
  -  France : 15 octobre 1975[1]

## Distribution
- Stephen Archibald : Jamie
- Hughie Restorick : Tommy
- Jean Taylor Smith : grand-mère
- Bernard McKenna : le père de Tommy
- Mr. Munro : le grand-père de Jamie
- Paul Kermack : le père de Jamie
- Helena Gloag : grand-mère paternelle
- Robert Hendry : le soldat
- Miss Cameron : le professeur